# Manfred Prisching

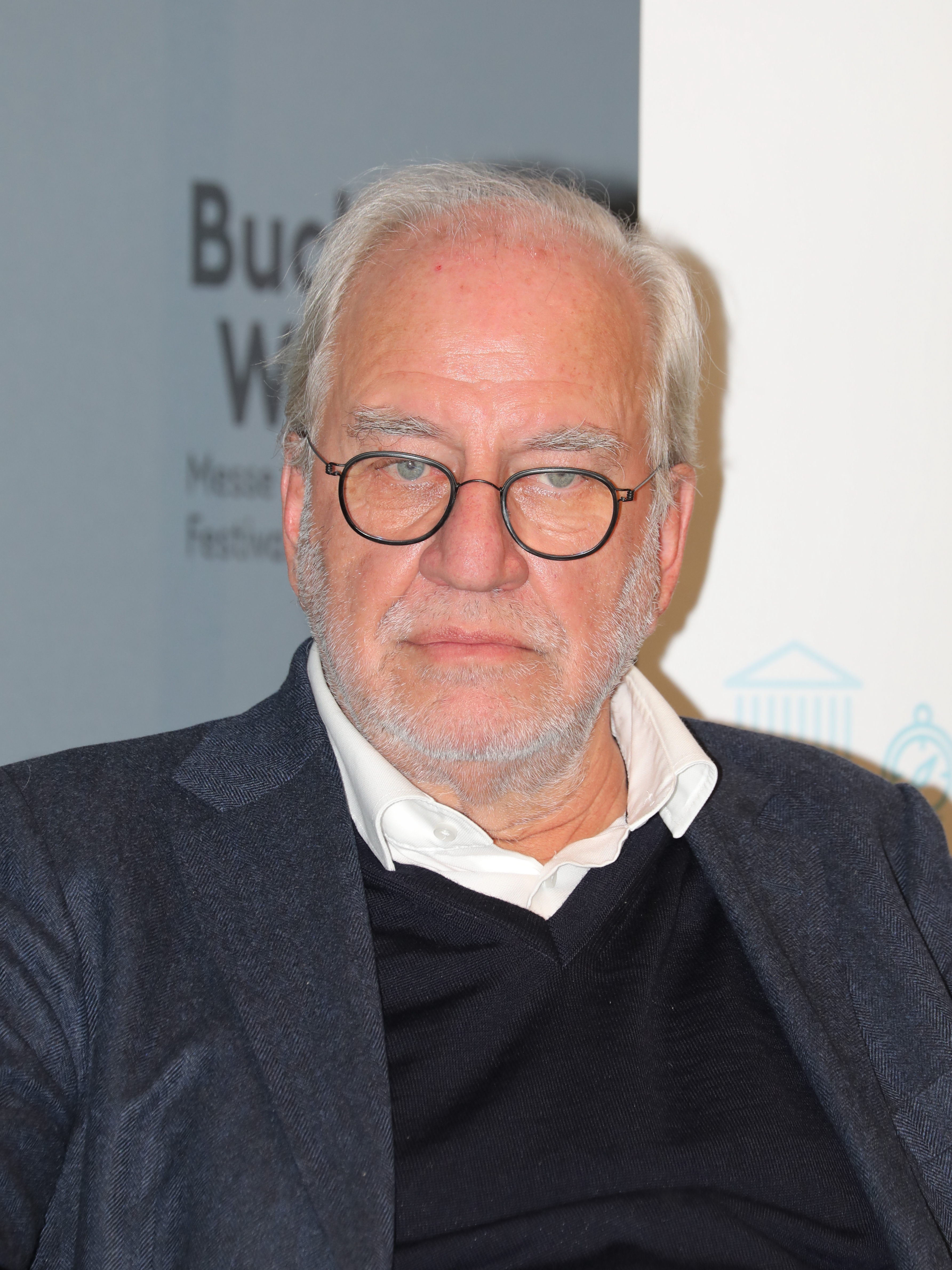
Manfred Prisching

Manfred Prisching (* 12. Dezember 1950 in Bruck an der Mur) ist ein österreichischer Soziologe.

## Leben und Wirken
Prisching, ein Repräsentant des liberalen katholischen Milieus der Steiermark, studierte zunächst Rechtswissenschaften (Dr. jur. 1974) und Volkswirtschaftslehre (Mag. rer. soc. oec. 1977). Er arbeitete in der Folge als Universitätsassistent an den Instituten für Rechtsphilosophie, für Volkswirtschaftslehre und Volkswirtschaftspolitik und für Soziologie der Universität Graz. 1985 habilitierte er sich mit einer groß angelegten Arbeit über Krisen für Soziologie und ist seither an dieser Universität als Dozent und seit 1994 als Professor tätig.
Er wirkte als Gastprofessor an den Universitäten Salzburg, Innsbruck und Linz. 1995/96 nahm er die Schumpeter-Gastprofessur an der Harvard University wahr. 2005/06 lehrte er an den Universitäten New Orleans, Little Rock und Las Vegas und wurde Augenzeuge der Flutkatastrophe von New Orleans. 1997–2001 war er wissenschaftlicher Leiter der Technikum Joanneum GmbH (steirische Fachhochschulen). Prisching ist korrespondierendes Mitglied der Österreichischen Akademie der Wissenschaften und Herausgeber der Reihe „Sozialethik“ der Österreichischen Forschungsgemeinschaft beim Passagen Verlag.

## Ehrungen
- 1985 Kardinal-Innitzer-Förderungspreis für Geisteswissenschaften
- 1994 Josef-Krainer-Forschungspreis
- 1996 Wilfried-Haslauer-Forschungspreis für Zeitgeschichte
- 2019 Ehrenzeichen des Landes Steiermark für Wissenschaft, Forschung und Kunst[2]
- 2022 Großer Josef-Krainer-Preis[3]

## Schriften (Auswahl)
- zusammen mit Clemens Albrecht, Andreas Göbel, Justin Stagl und Michel Maffesoli Hrsg. der im Duncker & Humblot Verlag Berlin erscheinenden Zeitschrift Sociologia Internationalis Europäische Zeitschrift für Kulturforschung (SOCINT), ISSN 0038-0164
- Krisen. Eine soziologische Analyse, Wien-Köln-Graz 1986.
- Arbeitslosenprotest und Resignation in der Wirtschaftskrise, Frankfurt-New York 1988.
- Soziologie. Themen, Theorien, Perspektiven, Wien-Köln-Graz 1995.
- Die Sozialpartnerschaft. Modell der Vergangenheit oder Modell für Europa?, Wien 1996.
- Bilder des Wohlfahrtsstaates, Marburg 1996.
- Die McGesellschaft, Graz 1998.
- Good bye New Orleans, Graz 2006.
- Die zweidimensionale Gesellschaft, Wiesbaden 2006.
- Bildungsideologien, Wiesbaden 2008.
- Das Selbst, die Maske, der Bluff: Über die Inszenierung der eigenen Person, Wien 2009.
- Zeitdiagnose: Methoden, Modelle, Motive (Standards standardisierter und nichtstandardisierter Sozialforschung), Weinheim 2018.
- Bluff-Menschen: Selbstinszenierungen in der Spätmoderne, Weinheim 2019.